# Peçac e Vilanòva
Pessat-Villeneuve és un municipi francès situat al departament del Puèi Domat i a la regió d'Alvèrnia-Roine-Alps. L'any 2007 tenia 487 habitants.

## Demografia

### Població
El 2007 la població de fet de Pessat-Villeneuve era de 487 persones. Hi havia 174 famílies de les quals 24 eren unipersonals (12 homes vivint sols i 12 dones vivint soles), 47 parelles sense fills, 87 parelles amb fills i 16 famílies monoparentals amb fills.
La població ha evolucionat segons el següent gràfic:
Habitants censats

### Habitatges
El 2007 hi havia 197 habitatges, 174 eren l'habitatge principal de la família, 2 eren segones residències i 21 estaven desocupats. 195 eren cases i 2 eren apartaments. Dels 174 habitatges principals, 158 estaven ocupats pels seus propietaris, 15 estaven llogats i ocupats pels llogaters i 1 estava cedit a títol gratuït; 1 tenia dues cambres, 19 en tenien tres, 59 en tenien quatre i 95 en tenien cinc o més. 149 habitatges disposaven pel capbaix d'una plaça de pàrquing. A 50 habitatges hi havia un automòbil i a 118 n'hi havia dos o més.

### Piràmide de població
La piràmide de població per edats i sexe el 2009 era:
| Homes | Edats   | Dones |
| ----- | ------- | ----- |
| 0     | 95 o +  | 0     |
| 0     | 90 a 94 | 0     |
| 0     | 85 a 89 | 0     |
| 4     | 80 a 84 | 4     |
| 4     | 75 a 79 | 8     |
| 4     | 70 a 74 | 8     |
| 8     | 65 a 69 | 4     |
| 8     | 60 a 64 | 8     |
| 20    | 55 a 59 | 12    |
| 12    | 50 a 54 | 12    |
| 8     | 45 a 49 | 16    |
| 28    | 40 a 44 | 16    |
| 20    | 35 a 39 | 28    |
| 16    | 30 a 34 | 20    |
| 16    | 25 a 29 | 8     |
| 12    | 20 a 24 | 4     |
| 16    | 15 a 19 | 16    |
| 12    | 10 a 14 | 16    |
| 12    | 5 a 9   | 24    |
| 24    | 0 a 4   | 12    |

## Economia
El 2007 la població en edat de treballar era de 326 persones, 251 eren actives i 75 eren inactives. De les 251 persones actives 243 estaven ocupades (127 homes i 116 dones) i 9 estaven aturades (4 homes i 5 dones). De les 75 persones inactives 28 estaven jubilades, 27 estaven estudiant i 20 estaven classificades com a «altres inactius».

### Ingressos
El 2009 a Pessat-Villeneuve hi havia 189 unitats fiscals que integraven 524,5 persones, la mediana anual d'ingressos fiscals per persona era de 21.437 €.

### Activitats econòmiques
Dels 20 establiments que hi havia el 2007, 2 eren d'empreses de fabricació d'altres productes industrials, 6 d'empreses de construcció, 3 d'empreses de comerç i reparació d'automòbils, 1 d'una empresa de transport, 1 d'una empresa d'hostatgeria i restauració, 1 d'una empresa financera, 4 d'empreses immobiliàries i 2 d'empreses de serveis.
Dels 6 establiments de servei als particulars que hi havia el 2009, 1 era un taller de reparació d'automòbils i de material agrícola, 1 paleta, 2 guixaires pintors, 1 lampisteria i 1 agència immobiliària.
L'any 2000 a Pessat-Villeneuve hi havia 6 explotacions agrícoles.

## Equipaments sanitaris i escolars
El 2009 hi havia una escola elemental integrada dins d'un grup escolar amb les comunes properes formant una escola dispersa.

## Poblacions més properes
El següent diagrama mostra les poblacions més properes.